# Playa del Matorral
La playa del Matorral es una playa situada junto a la localidad de Morro Jable, municipio de Pájara (Fuerteventura, Canarias, España). También es denominada como playa de Morro Jable o de Jandía por encontrarse en el litoral meridional de Jandía, península que engloba todo el suroeste de la isla de Fuerteventura. 

## Características

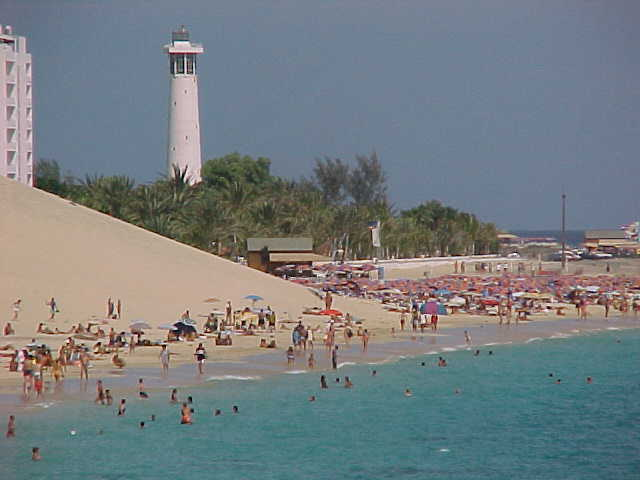
Vista de la playa con el faro al fondo

De arena fina y blanca, posee una longitud de unos 4325 metros y una anchura media de 60 metros. Sus aguas limpias y de color aturquesado permiten la práctica de varios deportes acuáticos y son idóneas para nadar. El viento predominante es favorable a prácticas como el windsurfing para lo que existen varias escuelas y puestos de alquiler de tablas. El submarinismo puede practicarse en dos zonas bien acotadas: El Veril Grande, en el tramo de costa frente al Faro de Morro Jable y en el Veril Chico, a unos 200 metros.

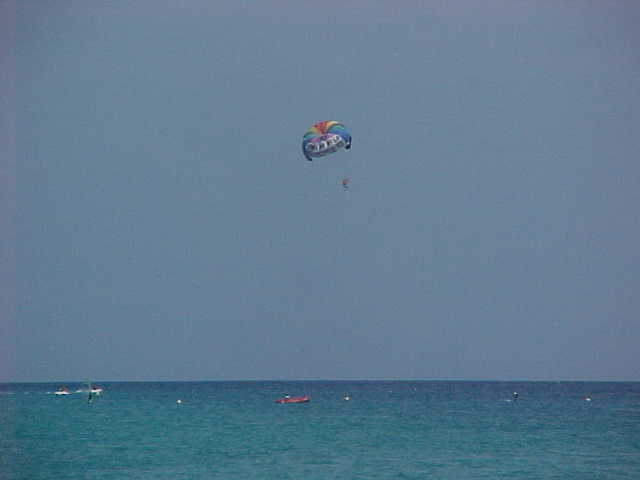
Las condiciones de mar y de viento, permiten la práctica de varios deportes acuáticos.

El acceso a la playa se puede realizar fácilmente tanto a pie como en coche desde Morro Jable o desde los accesos que hay en la carretera general (Ruta de las Dunas), eso sí, a pie. Hay numerosos complejos hoteleros y resorts pero aun así la playa cuenta con un grado de ocupación medio, que permite disfrutarla sin aglomeraciones. 
El faro no solo sirve como señal de advertencia a quienes navegan sus costas, sino también sirve como división entre la zona playa nudista y la zona de playa no-nudista: al norte del faro se encuentran los nudistas y al sur, en el tramo cercano a Morro Jable, los no-nudistas.
Existen puestos de salvamento y vigilancia y sus aguas son de oleaje moderado.
Anualmente es merecedora de la Bandera Azul que la Fundación Europea de Educación Ambiental le otorga por la calidad de sus servicios y sus óptimas condiciones ambientales.

## Sitio de interés científico de la playa del Matorral
Se trata de un sector litoral de la playa del Matorral que se encuentra catalogado como Espacio Natural Protegido desde 1994, conforme a la Ley de Espacios Naturales de Canarias, y cuenta con una superficie total protegida de 115,6 hectáreas. El objetivo de esta declaración es conservar la mejor representación de un ecosistema costero muy peculiar: el saladar.
Conocido popularmente como Saladar de Jandía, es una comunidad vegetal que soporta inundaciones periódicas producidas por la pleamar. La principal dificultad que los vegetales tienen que superar, es la enorme concentración de sal que absorben. Este problema lo han resuelto almacenando gran cantidad de agua en gruesas hojas disminuyendo así el porcentaje de sal. Otro recurso empleado es secretarla a través de minúsculas glándulas dispuestas a lo largo de las hojas. Los suelos están compuestos fundamentalmente de limos y arcillas de grano fino, muy compactadas debido a las sucesivas inundaciones.